# Nebulosa

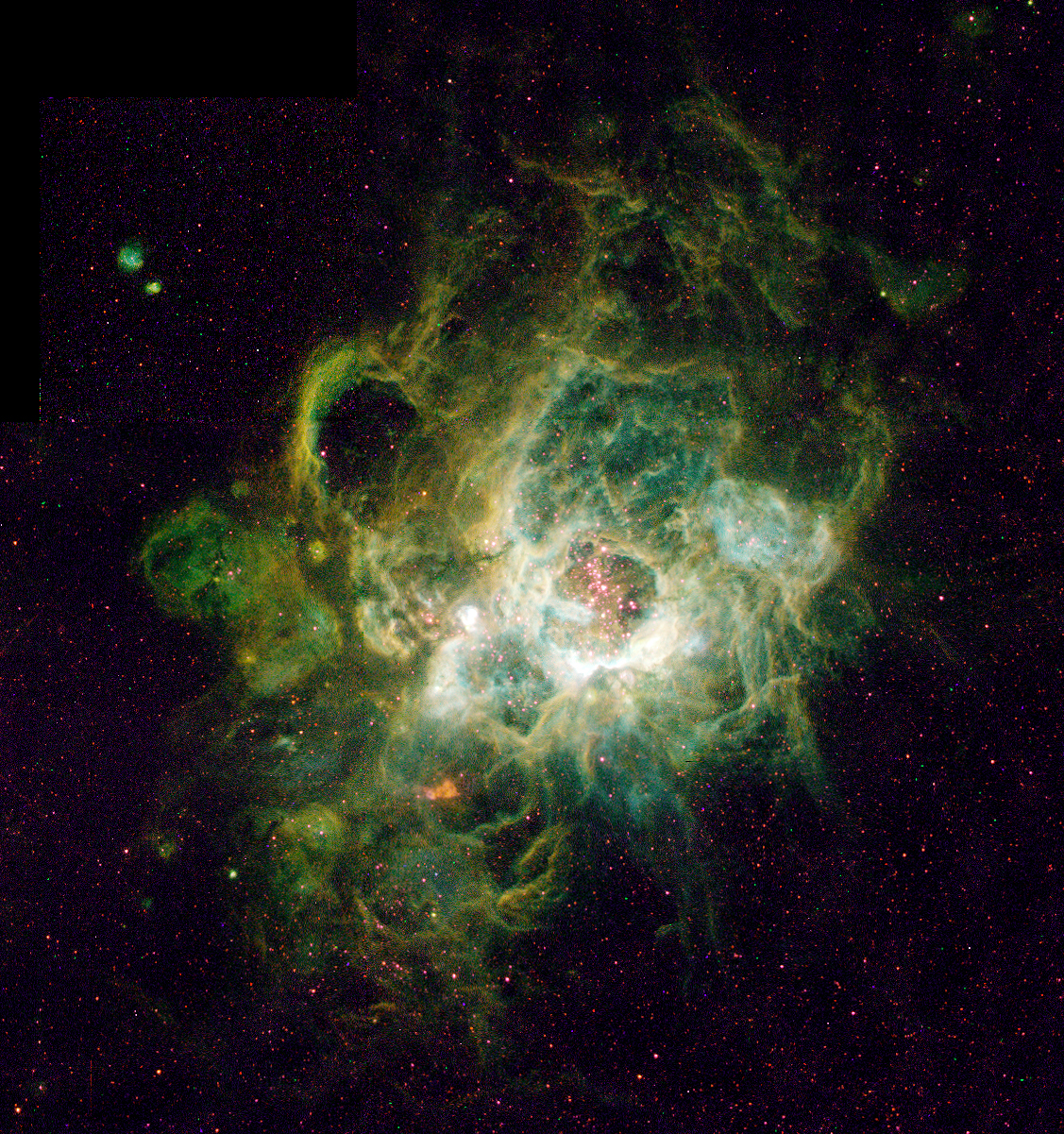
Nebulosan NGC 604 i galaxen M33.

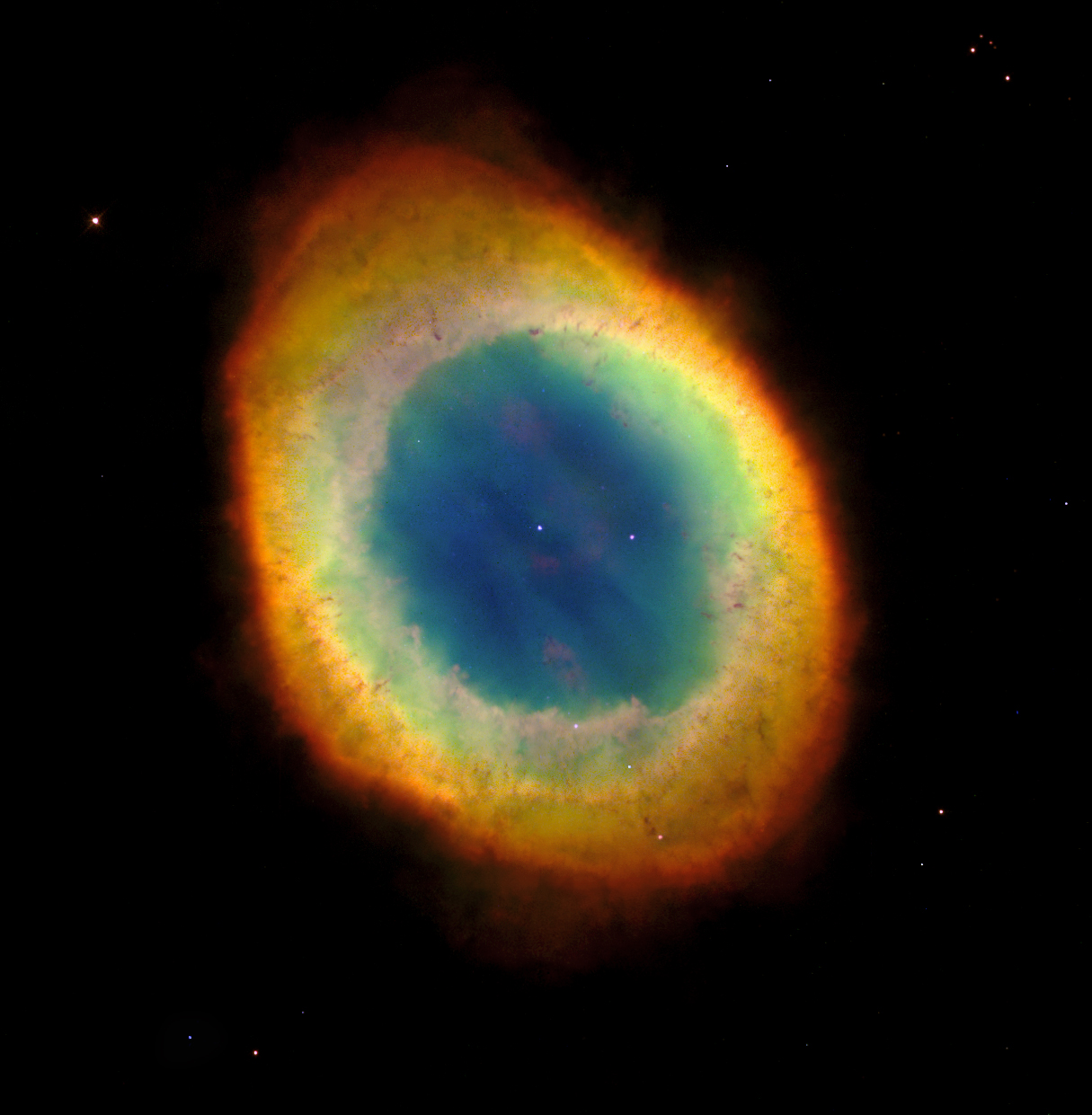
Ringnebulosan (M57), en planetarisk nebulosa.

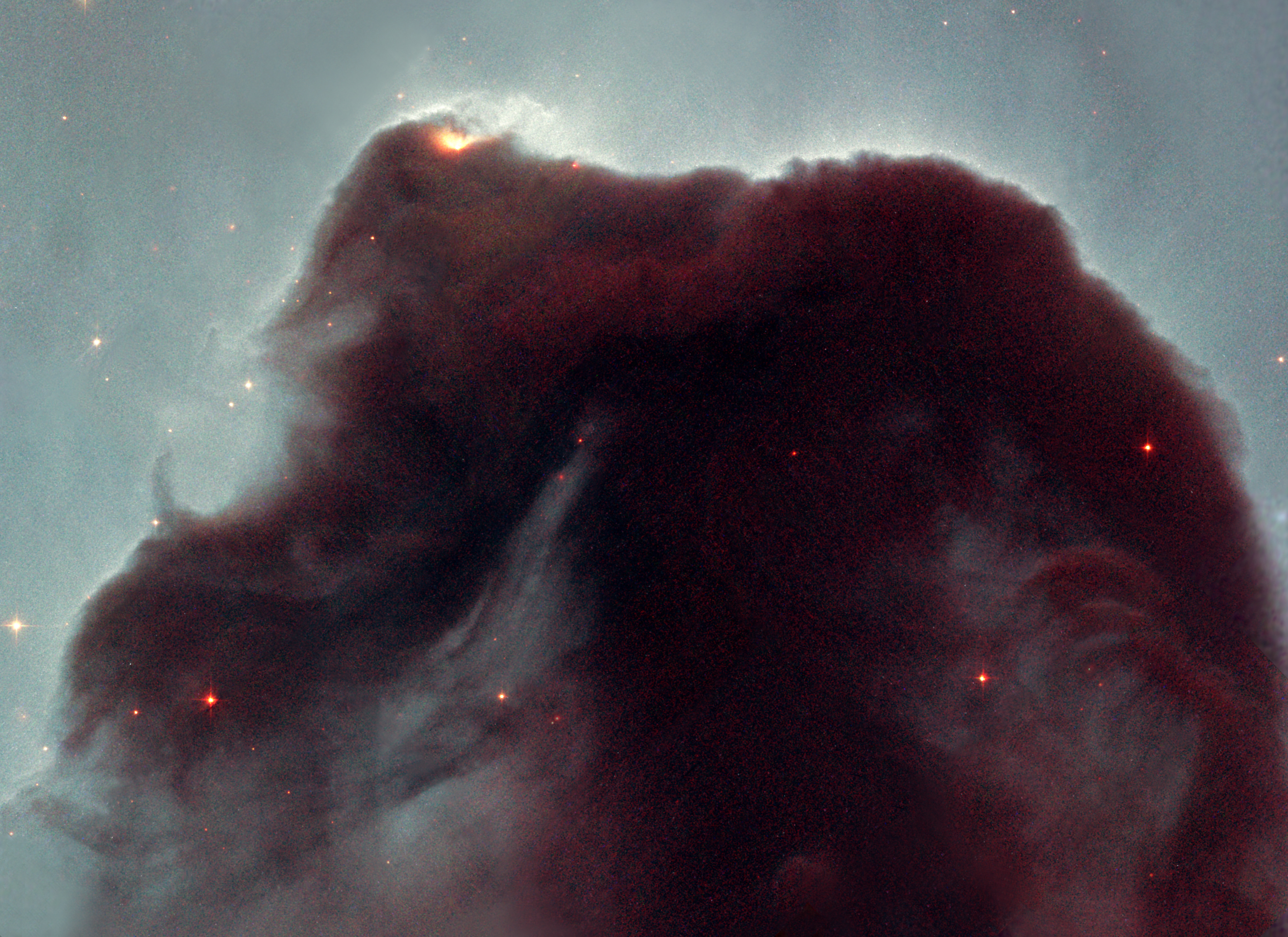
Hästhuvudnebulosan, exempel på en mörk nebulosa.

Nebulosa kallas ett flera ljusår stort  moln av gas och rymdstoft. 
Namnet kommer från latinets nebula, som betyder moln eller dimma.
Ursprungligen användes ordet nebulosa för alla statiska, diffusa objekt på stjärnhimlen (se till exempel Messiers katalog), men de objekt som med förbättrad observationsteknik visat sig bestå av diskreta delar (stjärnhopar och galaxer) kallas inte längre för nebulosor (Andromedagalaxen kallades t.ex. ursprungligen för Andromedanebulosan). 

## Typer av nebulosor
Nebulosorna skiljer sig åt genom förekomsten av gas och stoft, dess sammansättning och partikelstorlek. Alla nebulosor innehåller både gas och stoft i olika mängd, varför uttrycken gas- och stoftnebulosor endast syftar på om gas eller stoft överväger.
Astronomer karakteriserar därför numera hellre olika typer av nebulosor efter deras egenskaper:

### Emissionsnebulosor
Emissionsnebulosor är normalt stora formationer som i huvudsak består av joniserad vätgas. Dessa nebulosor är födelseplatsen för nya stjärnor. Unga stjärnor i emissionsnebulosor exciterar den omkringliggande gasen så att den lyser. Detta gör emissionsnebulosor väldigt lätta att se, oftast har de en rödaktig färg på grund av vätet. Om andra ämnen också existerar kan detta ge upphov till färgsprakande objekt. Exempel på emissionsnebulosor är Orionnebulosan och M17.

### Reflektionsnebulosor
Reflektionsnebulosor består till största delen av stoft. Dessa nebulosor utstrålar inget eget ljus utan reflekterar istället ljuset från omkringliggande stjärnor, även stjärnor inuti nebulosan syns, då oftast som en svag glöd precis runtom stjärnan. Detta ljus sprids på ett liknande sätt som ljuset i atmosfären, så kallad Rayleigh-spridning, vilket gör att de flesta reflektionsnebulosor är blåaktiga. Ett spektakulärt exempel på en reflektionsnebulosa är Eta Carinaenebolusan som omger stjärnan Eta Carinae.

### Planetarisk nebulosa
De planetariska nebulosorna fick sitt namn av William Herschel, eftersom många av dem påminner om planetskivor när man ser dem i ett teleskop. 
De planetariska nebulosorna är gas som slungats ut från de röda jättestjärnornas ytterskikt mot slutet av deras existens. Stjärnans mycket heta exponerade kärna strålar kraftigt i ultraviolett och får gasskalet att bli självlysande under en relativt kort period, allt från tiotusentals till någon miljon år, innan det skingras helt i rymden. Planetariska nebulosor har många former, men vanligt bland de ljusstarkaste är lysande skivor eller ringar.
En stjärna lyser stabilt under större delen av sitt liv och frigör energi i sin kärna genom kärnfusionen som sker då väte blir helium och en del av massan övergår till energi. Men oavsett hur långt liv stjärnan har kommer dess väteförråd så småningom ta slut. När detta sker återstår bara helium i stjärnan och stjärnan börjar då dö.
En relativt liten stjärna som solen lyser stadigt i omkring 10 miljarder år. Därefter, då dess väte är förbrukat, börjar dess kärna kollapsa och värmas upp, vilket får den yttre atmosfären att expandera kraftigt. Stjärnan växer upp till 30 gånger sin ursprungliga storlek eller mer och blir en röd jätte. Nya kärnreaktioner börjar i kärnan som nu dessutom är ännu hetare. Dessa omformar heliumet till tyngre grundämnen, vilket håller stjärnan lysande i kanske 2 miljarder år till. Därefter försvinner heliumet och inga fortsatta kärnreaktioner kan äga rum.
I slutet av stjärnans liv krymper dess kärna ännu mer och blir otroligt het med en yttemperatur så hög som 100 000˚C. Stjärnan kallas nu för en vit dvärg. Den ursprungliga stjärnans yttre lager förångas då skalen expanderar ut i rymden, som lyser då de trycks upp mot omkringliggande gas. Dessa glödande, expanderande skal kallas planetariska nebulosor.

### Mörk nebulosa
En mörk nebulosa är likt alla andra nebulosor ett stort gas- och stoftmoln. Men till skillnad från till exempel emissions- och reflektionsnebulosor så varken avger eller reflekterar de ljus. Trots att de inte avger ljus så syns de eftersom de täcker bakomliggande stjärnor. De flesta mörka nebulosor kan bara ses med teleskop, men vissa går att se med blotta ögat. Den mest uppenbara av dessa är kolsäcken som ligger bredvid stjärnbilden Södra korset.

## Stjärnbildning
Stjärnbildningen inleds av förtätningar i nebulosan som drar ihop sig ytterligare. Så småningom bildas en ny stjärnhop med stjärnorna inhöljda i gas och stoft. De först bildade stjärnorna är de tyngre stjärnorna, dessa skapar starka stjärnvindar och de inre delarna av stjärnhopen hettas upp till över en miljon grader. De yttre skalet av gas och stoft är dock fortfarande kallt och börjar expandera utåt ifrån stjärnhopen. I detta moln bildas ytterligare nya stjärnor, som redan i början rör sig ifrån stjärnhopen. Även stjärnor inuti stjärnhopen åker ut på grund av växelverkan med andra stjärnor. I detta stadium kan nebulosan beskrivas som en expanderande bubbla som är kall ytterst, men någon miljon grader i mitten. Enbart de tyngre stjärnorna är än så länge färdigbildade. Denna process ger upphov till flera spektakulära strukturer i molekylmolnet.
När stjärnorna sedan dör bidrar de med sitt restmaterial till nya nebulosor, så kallade planetariska nebulosor. På så sätt kan nästa nebulosa innehålla tyngre grundämnen fusionerade i de tidigare stjärnorna.

## Kemisk sammansättning
Nebulosor består huvudsakligen av väte och helium, men man har också genom spektroskopiska observationer funnit tyngre grundämnen, till exempel järn, kväve och kol. Dessa ämnen utgör dock mindre än en procent av den totala massan i nebulosorna. I molnen finns även små stoftkorn av kol eller olika typer av oxider och nitrater, dessa stoftkorn utgör en yta som molekyler kan bildas mot och kan också utgöra kärnan i bildandet av en ny stjärna.
 Man har även observerat mer komplicerade organiska ämnen i nebulosor.

## Kända nebulosor
- Crescentnebulosan, NGC 6888
- Örnnebulosan
- Krabbnebulosan
- Tarantelnebulosan
- Orionnebulosan
- Kattögenebulosan
- Rosettnebulosan
- Hästhuvudnebulosan